# Héctor Quiroga
Héctor Castro Quiroga (La Coruña, 1933 - Nueva York, 23 de agosto de 1984) fue un actor y comentarista deportivo español.

## Biografía
Hijo de la actriz argentina Nélida Quiroga y del actor ceutí Pepe Castro, en sus comienzos combinó la faceta periodística con la de actor, actividad que desarrolló interviniendo en pequeños papeles entre 1963 y 1972. Trabajó en televisión con directores como Narciso Ibáñez Serrador en algunos episodios de Historias para no dormir, o en cine con Carlos Saura en Llanto por un bandido (1964), entre otros.
Presente en los inicios de Televisión española, pronto se especializó en retransmisiones de baloncesto. En los años setenta formó parte del equipo del programa Polideportivo. Retransmitió varios Juegos Olímpicos, siendo el último el de Los Ángeles de 1984.
Su aportación al baloncesto fue tan importante que consiguió que su nombre fuera ligado a cualquier retransmisión pública de este deporte durante dos décadas. Su aportación al lenguaje fue la utilización de la incorrecta expresión "ganar o perder de" tantos puntos, en lugar de "ganar o perder por" tantos puntos, tan usada desde entonces en general, y especialmente en el periodismo deportivo.
Fue un pionero en la introducción del baloncesto en el medio televisivo de manera habitual a finales de los sesenta y principio de los setenta. Vivió en primera línea el crecimiento tanto de los clubes españoles como de los europeos, así como la Selección a la que siguió en todos sus éxitos y fracasos en una relación de tutela permanente. Destacó por una narrativa con criterio y muy aclamada entre los aficionados.
Su última intervención como comentarista deportivo tuvo lugar el 12 de agosto de 1984, día en el que narró la maratón masculina de los Juegos Olímpicos de Los Ángeles de ese año, sólo 11 días antes de su muerte.

## Legado
Tras su fallecimiento, recibió el reconocimiento unánime del mundo del baloncesto al unirse su nombre al  Torneo Internacional de Clubes de la ACB, que a partir de la segunda edición también se le conocería a esta competición como "Memorial Héctor Quiroga".
Fue incluido en el Hall of Fame del Baloncesto Español (2022).